# Dům čp. 95 (Zlaté Hory)
Dům čp. 95 se nachází na náměstí Svobody ve Zlatých Horách v okrese Jeseník. Byl zapsán do Ústředního seznamu kulturních památek ČR před rokem 1988 a je součástí městské památkové zóny.

## Historie
Zlaté Hory, někdejší Cukmantel, zažily největší rozvoj v 16. století, kdy zde byla výnosná těžba zlata. V 17. století je město za třicetileté války vyrabováno Švédy a pak následovaly čarodějnické procesy. Mezi další postihy v průběhu století (16., 17. 18. a 19. století) byly požáry, povodně, různé epidemie, válečné útrapy a ve 20. století světové války. Pohromy se projevily ve schopnosti obyvatel se vzchopit a město obnovit. Výstavba měšťanských domů od jeho povýšení na město ve 14. století byla těmito událostmi poznamenána. Většina domů má středověký původ. Jádro zděných domů se nachází v centru města a mají rysy renesančního slohu. Další přestavby jsou v empírovém slohu, ve kterém se stavělo nebo přestavovalo ještě v 19. století. Ve 20. století byly stavby měněny v historizujícím, secesním, postsecesním i tradicionálním stylu, a také v socialistické architektuře. Po vybourání hradeb se k zachovalému historickému centru napojovaly okrajové části a město se začalo rozrůstat do šířky. V 19. století dochází k zasypání vodního koryta (1802), které procházelo náměstím, empírové přestavbě, vydláždění ulic (dláždění náměstí v roce 1833) a zavedení pouličního osvětlení (olejové lampy 1839). Na začátku 20. století vznikají lázně (1879) nová pohostinství, plynárna (1905) a je stavěna kanalizace, vodovod, elektrifikace (do roku 1914) a výstavba nových domů (1914). V šedesátých letech dochází k úpravě náměstí, bourání historických domů a stavbě unifikovaných staveb (panelových domů). V roce 1992 byla nad historickým jádrem Zlatých Hor vyhlášena městská památková rezervace, která zahrnuje domy na ulici Kostelní, Palackého, Polská a na náměstí Svobody.
Mezi domy památkové zóny patří řadový barokní měšťanský dům na náměstí Svobody čp. 95 v sousedství městského muzea. Dům s renesančním jádrem byl přestavěn v roce 1676 do barokní podoby. Byl několikrát upravován.

## Popis
Dům je jednopatrová zděná stavba s atikovým volutovým patrem. Fasáda je hladká dělena kordonovou římsou nad přízemím, parapetní římsou v patře a hlavní římsou, na kterou nasedá volutové atikové patro s průběžnou profilovanou a půlkruhovým tympanonem. Přízemí je čtyřosé s pravoúhlým vchodem ve třetí ose zleva a pravoúhlými okny. Patro je tříosé s okny na parapetní římse v šambránách. Nad hlavní římsou jsou dva okna v šambránách s klenákem. V tympanonu je okno elipsovité se šambránou. Střecha je sedlová s hambálkovým krovem.Hambálky jsou podepřené třemi stojatými stolicemi.

### Interiér
Stavba je hluboký trojtrakt s úzkou střední chodbou, která je zaklenuta renezanční valenou klenbou s lunetami vytaženými do žebírkových hřebínků. Částečně jsou zachovány valené klenby s výsečemi v pravé místnosti. Úzké rovnoramenné schodiště s dřevěnými stupni je vsazeno ve středu levého traktu. Chodba v patře byla uzavřena částečné prosklenou dřevěnou příčkou. Strop chodby je dřevěný táflovaný. Místnosti v patře mají rovné stropy.